# Gonionotophis savorgnani
Espèce
Synonymes
- Heterolepis savorgnani Mocquard, 1887
- Mehelya lamani Lönnberg, 1910
- Mehelya savorgnani (Mocquard, 1887)

Gonionotophis savorgnani est une espèce de serpents de la famille des Lamprophiidae. 

## Répartition
Cette espèce se rencontre :
- au Cameroun ;
- au Gabon ;
- en République centrafricaine ;
- en République démocratique du Congo ;
- en République du Congo ;
- en Ouganda ;
- au Soudan du Sud ;
- au Soudan ;
- au Kenya ;
- en Éthiopie ;
- dans le sud de la Somalie.

## Étymologie
Cette espèce est nommée en l'honneur de Jacques Savorgnan de Brazza.

## Publication originale
- Mocquard, 1887 : Du genre Heterolepis et des espèces qui le composent, dont trois nouvelles. Bulletin de la Societe Philomatique de Paris, ser. 7, vol. 11, p. 1-34 (texte intégral).